# Verchněuralsk
Verchněuralsk (rusky Верхнеуральск) je město v Čeljabinské oblasti v Ruské federaci. Při sčítání lidu v roce 2010 měl přes devět tisíc obyvatel.

## Poloha a doprava
Verchněuralsk leží na východní straně Jižního Uralu, na levém, východním břehu Uralu, přítoku Kaspického moře. Od Čeljabinsku, správního střediska oblasti, je vzdálen přibližně 460 kilometrů jihozápadně.
Nejbližší železniční stanice je v Magnitogorsku přibližně šedesát kilometrů jižně na trati z Ufy do Kartal.

## Dějiny
Je nejstarším městem Čeljabinské oblasti. Byl založen jako přístav a pevnost v zimních měsících na přelomu let 1734/1735 pod jménem Verchnějaickaja (Верхнеяицкая), které odkazovalo k řece Uralu, do roku 1755 nazývané Jaik. V roce 1736 v důsledku útoku Baškirů na zásobovací oddíl s jídlem a krmivem pro zvířata, zemřela většina lidí ve Verchnějaickaje hlady a mrazem, zbytek obyvatel byl evakuován do Orenburgu. V roce 1737 byla osada obnovena plukovníkem Vasilijem Tatiščevem jako pevnost. V květnu 1774 k pevnosti přitáhli povstalci Jemeljana Pugačova, kteří se neúspěšně pokusili Verchnějaickaju dobýt. Právě v důsledku Pugačovova povstání ale byla Verchnějaickaja z rozhodnutí Kateřiny II. Veliké přejmenována, když v rámci snahy vymazat vzpomínku na povstání nechala přejmenovat řeku Jaik na Ural a nechala změnit i název všeho, co se jmenovalo podle řeky. Městská práva osada získala v roce 1781.
Od konce 18. století se město rychle rozvíjelo jako obchodní centrum jižního Uralu. Procházely tudy četné karavany ze střední Asie, které putovaly do evropské části Ruska. Na městských trzích se dalo koupit téměř vše - potraviny, dobytek, ryby, sůl, vlna, čaj, hedvábí. Věrchněuralsk bylo městem obchodníků. V době rozkvětu obchodu si kupci Gogin, Rytov, bratři Golubovi, Ramajev, Kulikov a Ustinov postavili ve městě luxusní domy. Vzhledem k důležitému obchodnímu významu Verchněuralsku bylo město často navštěvováno členy carské rodiny - například v létě 1837 sem zavítal budoucí car Alexandr II. a v roce 1891 sem zavítal budoucí car Mikuláš II.
Od roku 1914 zde byla věznice. Ve vězení nebo na nucených pracích zde zemřeli mimo jiné bývalí sovětští politici Timofej Vladimirovič Sapronov (v roce 1937), Karl Bernardovič Radek (1939) a Grigorij Jakovlevič Sokolnikov (1939).